# Sachsenhofen
Sachsenhofen ist ein Ortsteil der Oberpfälzer Gemeinde Wolfsegg im Landkreis Regensburg.
Der Weiler liegt auf freier Flur, etwa 1,6 km nordwestlich des Ortes Wolfsegg.

## Geschichte
Sachsenhofen wird volksetymologisch als Gründung eines Saxo in vorkarolingischer Zeit angesehen, zumindest deutet die Silbe -hofen auf die Zeit der Fränkischen Landnahme hin. Der Ort gehörte zur Pfarrei Duggendorf. Er wird erstmals 1372 urkundlich genannt. Nach einem Dokument des Klosters Pielenhofen scheint das Regensburger Edelgeschlecht der Auer in Sachsenhofen begütert gewesen zu sein. Als Georg der Au 1372 eine ewige Messe an den Katharinenaltar zu Pielenhofen stiftete, gab er neben anderen Schenkungen (je ein Gut von Rohrdorf und Krippersberg mit Zugehörungen) auch einen Hof von Sachsenhofen dazu. Dieser Weiler Sachsenhofen ist im 16. Jahrhundert (um 1537) von Leonhard von Eck erworben und dann dauerhaft der Hofmark Wolfsegg eingefügt worden. 
In Sachsenhofen war – wie auf dem Plan von 1619 zu erkennen – auch eine ergiebige Quelle „beim Hoanl“ (Haus Nr. 1), die 1885 sogar nach Wolfsegg hätte abgeleitet werden sollen; allerdings realisierte man damals nur die Wasserleitung von Stetten nach Wolfsegg. Die Quelle besteht heute noch, ist aber nicht gefasst, sondern das Wasser verrinnt in den unterhalb gelegenen Feldern. 
Sachsenhofen besteht heute aus 15 Wohngebäuden; 1987 lebten hier 35 und 2014 49 Personen. 

## Kapelle St. Jakob

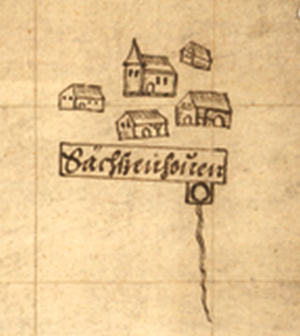
Sachsenhofen nach dem Plan des Feldmessers Jeremias Schmoll (1619)

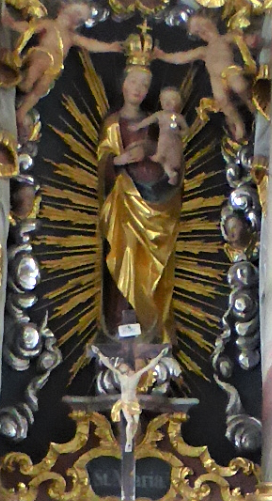
Marienfigur aus der Wolfgang-Kapelle von Heitzenhofen, früher Kapelle St. Jakob von Sachsenhofen

Bekannt ist, dass das Kloster Pielenhofen eine Kapelle St. Jakob in Sachsenhofen zu versehen hatte. Von Kleinduggendorf bis nach Sachsenhofen hieß der Höhenrücken „Jakobenberg“; es ist zu vermuten, dass dieser mitsamt dem „Pfaffenschlag“ dem Schottenkloster St. Jakob von Regensburg zugeeignet war. 
1464 besaß ein Ulrich von Raitenbuch den 2/3 Zehent von Sachsenhofen. Als Hans Moller 1460 zu Heitzenhofen ein Hammerwerk errichtete, erwarb er auf dem Kaufweg diesen Zehent des Wilhelm von Raitenbuch. In einer Mitteilung des Pfalzgrafen Philipp Ludwig vom 6. Mai 1588 verlangt dieser Bericht darüber, warum in der Kapelle von Sachsenhofen nicht mehr gepredigt werde und wieso diese zu einer Wohnung für den Hans Geigenfeind zugerichtet worden sei. Der antwortende Hammerherr Moller gibt an, dass die Kapelle ihm zugeeignet sei, die Abgaben würden aber nach der Pfarrei Kallmünz geleistet. Offenbar ist die Kapelle nach 1600 aufgegeben worden, aber auf dem Plan der Hofmark Wolfsegg nach dem Plan des Feldmessers Jeremias Schmoll von 1619 findet man in Sachsenhofen die Kirche noch eingezeichnet. 
Anstatt der Kapelle in Sachsenhofen erbauten die Moller neben ihrem Hammerschloss zu Heitzenhofen eine Heilig-Kreuz-Kapelle. Diese war 1665 infolge der Verwüstungen des Dreißigjährigen Krieges bereits ruinös; sie wurde um 1715 durch die in Heitzenhofen heute noch bestehende Wolfgang-Kapelle ersetzt. Die in dieser Kirche aufgestellte Marienfigur (Entstehungszeit im 15. Jahrhundert) des Hauptaltares stammt ursprünglich aus der Kapelle von Sachsenhofen.
1773 hört man nur mehr von einem Nebenhäusl neben der eingefallenen Kirche, das der Dorfgemeinschaft gehörte. 
In der Beilage zum Lehenbrief vom 22. März 1800 werden zu Sachsenhofen Hans Michael Bürzer, Wilhelm Birzer, Johann Geigenfeind und Michael Effenhauser genannt. Damals bestanden hier auch ein Hüthaus sowie ein dem Dorf gehörendes Nebenhäusl „an der eingefallenen Kirche“. Die steinernen Türpfosten und das Türblatt der Kapelle sollen noch im 20. Jahrhundert vorhanden gewesen und für den Eingang eines Gütlerhäusels (beim „Plankn“) verwendet worden sein. Von diesen Resten ist heute nichts mehr erhalten.